# Pippo e la partita di basket
Pippo e la partita di basket (Double Dribble) è un film del 1946 diretto da Jack Hannah. È un cortometraggio animato della serie Goofy, prodotto dalla Walt Disney Productions, uscito negli Stati Uniti il 20 dicembre 1946 e distribuito dalla RKO Radio Pictures.

## Trama
Al palazzetto dello sport si sta per svolgere una partita di pallacanestro fra la squadra locale U.U. e la squadra ospite P.U. Dopo il fischio iniziale, le due squadre cominciano a giocare senza esclusione di colpi e la squadra U.U. conclude il primo tempo con 4 punti in vantaggio. Durante il secondo tempo molti giocatori dei P.U. vengono eliminati e l'allenatore è costretto a chiamare in campo un giocatore basso di nome Matthew, il quale riesce a portare la sua squadra alla vittoria all'ultimo secondo.

## Distribuzione

### Cinema
- Pippo olimpionico (1972)[2][3]

### Edizioni home video

#### VHS
- Pippo star delle Olimpiadi (aprile 1992)
- Pippo nel pallone (gennaio 1988)[1]
- Pippo follie mondiali (giugno 1998)[4]

#### DVD
Il cortometraggio è incluso nel DVD Walt Disney Treasures: Pippo, la collezione completa.